# Крэш

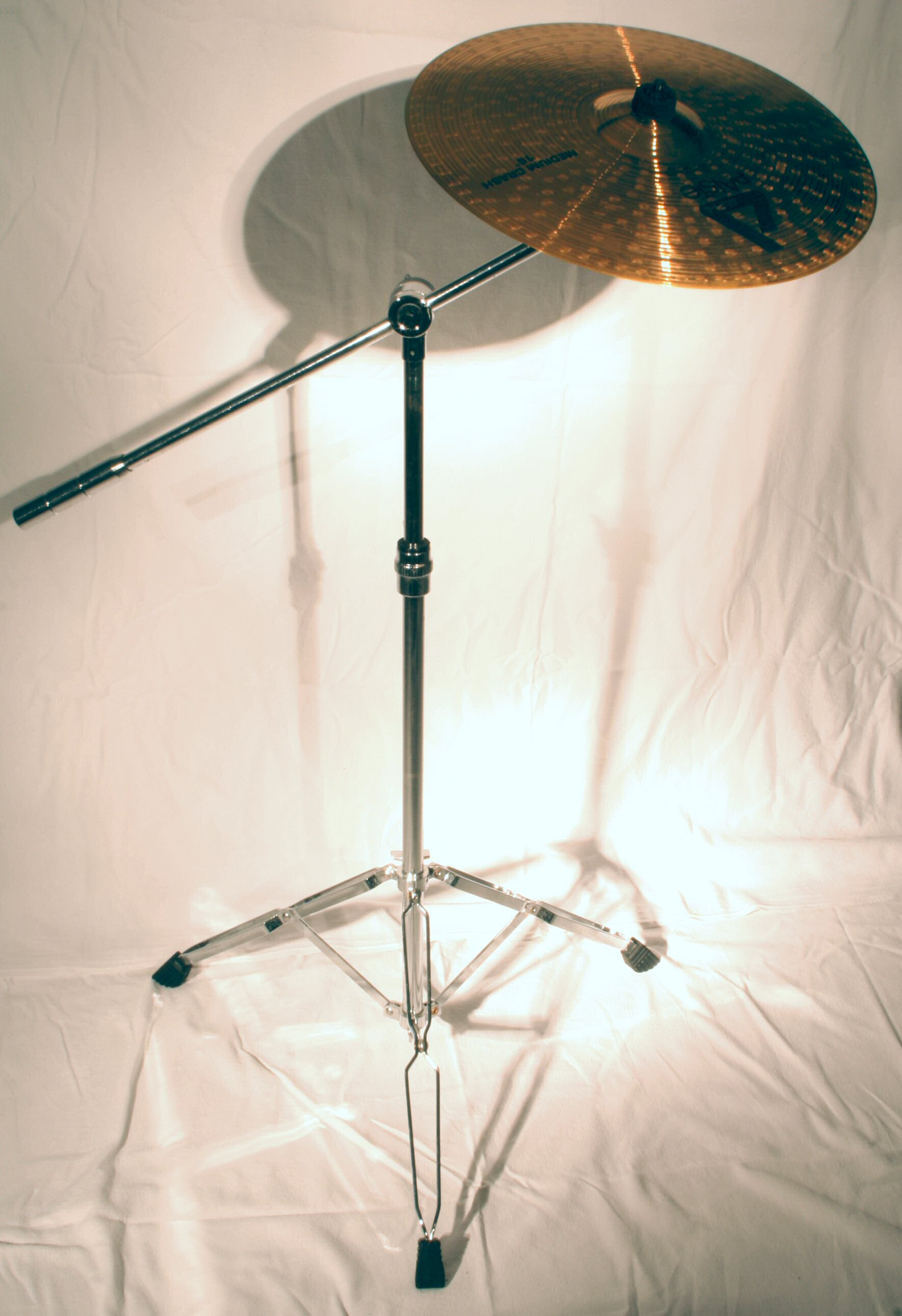
Креш на стойке

Крэш — тип тарелок, являющийся стандартной частью большинства ударных установок. Название введено фирмой Zildjian в 1928 году.
Стандартные размеры этих тарелок — 16-19 дюймов.
Обычно служит для подчёркивания акцентов громким, мощным, но относительно коротким звуком. Также на крэшах исполняют тремоло, часто в качестве «финального аккорда» композиции.
В составе стандартной установки имеется 1 тарелка, для особо сильных акцентов используются удары одновременно в 2 крэша.
Как тарелки, подверженные самым сильным ударам, тарелки крэш ломаются чаще всего.